# جان باپتیست فرانچسکی
جان باپتیست فرانچسکی (انگلیسی: Jean-Baptiste Franceschi؛ زادهٔ ۱۳ ژوئن ۱۹۸۳) بازیکن فوتبال اهل فرانسه است.
از باشگاه‌هایی که در آن بازی کرده‌است می‌توان به باشگاه فوتبال المپیک مارسی و باشگاه فوتبال ایگالئو اشاره کرد.